# Muqui
Muqui é um município brasileiro do estado do Espírito Santo, localizado ao sul do estado. Sua população, conforme estimativas do IBGE de 2020, era de 15 526 habitantes.

## Etimologia
Segundo alguns memorialistas, a palavra muqui é de origem indígena e significaria “entre morros”. Mas segundo historiadores e os estudos mais recentes, que corroboraram hipótese já antiga, o termo seria uma derivação de mucuí, palavra de origem tupi que designa um minúsculo carrapatinho.
Entre morros seria uma  alusão à posição geográfica do município que se apresenta resguardada entre grandiosas formações montanhosas. Mucuí é uma flexão tupi que significa rio do carrapatinho, ainda muito comum nas campinas do baixo curso do rio.

## Demografia
Muqui foi povoada principalmente por uma corrente migratória vinda do vale do Paraíba fluminense, em meados do século XIX. Antes, as terras do atual município eram habitadas pelos indígenas da etnia pury. Com base econômica na lavoura cafeeira, cuja força de trabalho era a mão de obra escravizada, a população negra se faz muito presente. Houve migração indireta de colonos italianos.

### Bairros
Alto Boa Esperança, Boa Esperança, Centro, Entre Morros, Nossa Senhora Aparecida, San Domingos, São Francisco, São Pedro, Vila Vidal, Goiabão, Fábrica de Louça, Morada do Sol.

### Distritos
O município de Muqui possui apenas um distrito, o distrito Camará (São Gabriel).

## Cultura
Muqui também possui o maior sítio histórico do Espírito Santo, com mais de 200 construções tombadas.
Dentre as construções, se encontra a Estação Ferroviária de Muqui, inaugurada em 1902 e sendo cortada pela Linha do Litoral da antiga Estrada de Ferro Leopoldina, sob concessão da Ferrovia Centro Atlântica. Atualmente, a estação ferroviária abriga um centro cultural e de artesanatos. 
Folia de Reis
Em agosto, acontece o Encontro Nacional de Folia de Reis, festival de cunho religioso que é celebrado anualmente na cidade.
Boi Pintadinho
A cidade também tem um dos carnavais de rua mais peculiares e populares do estado, o Carnaval do Boi Pintadinho. Cerca de 20 blocos, cada um com seu boi e com cerca de 200 integrantes, percorrem o centro da cidade todas as noites de carnaval.

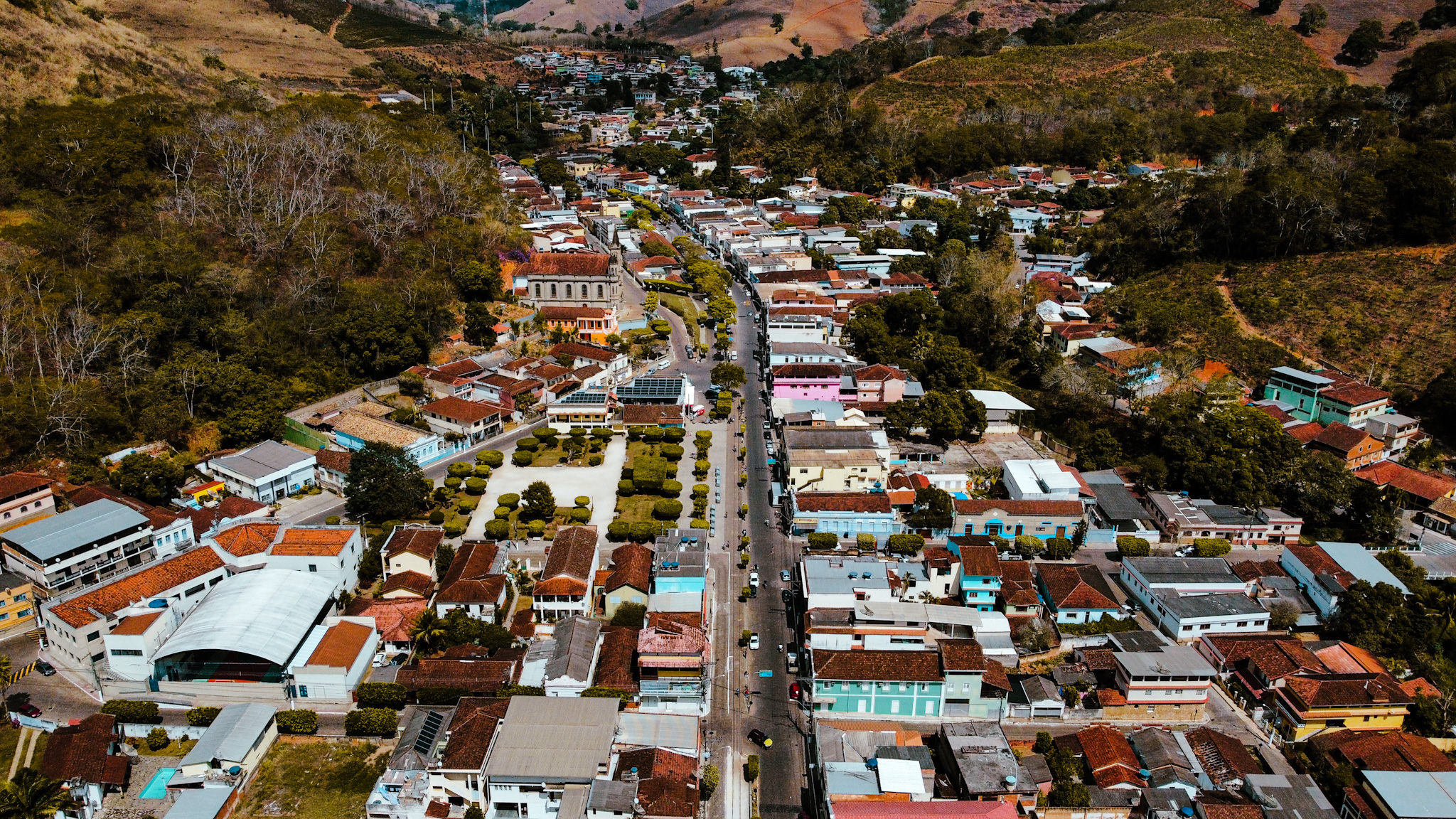
Sítio histórico de Muqui
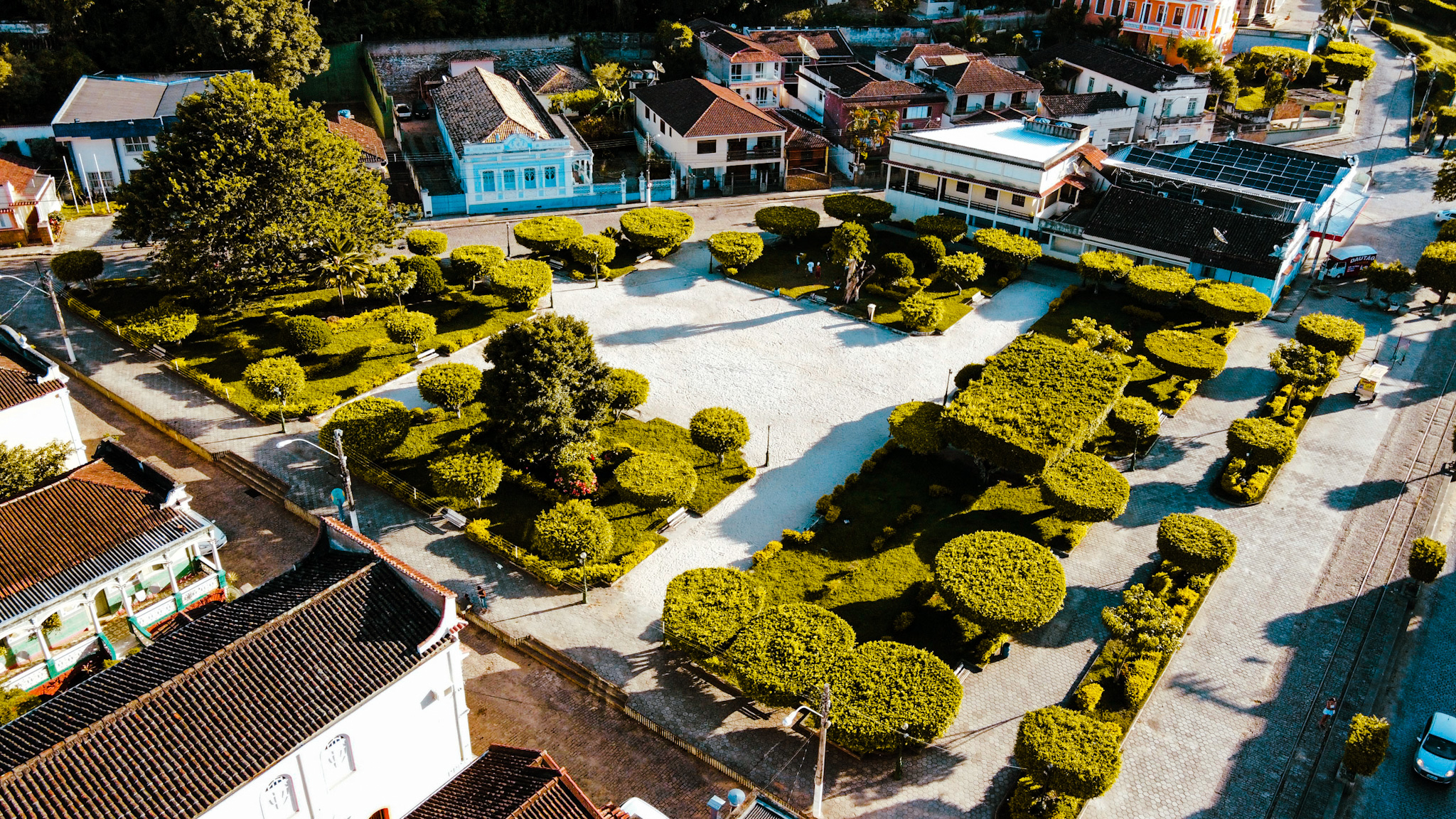
Jardim Municipal
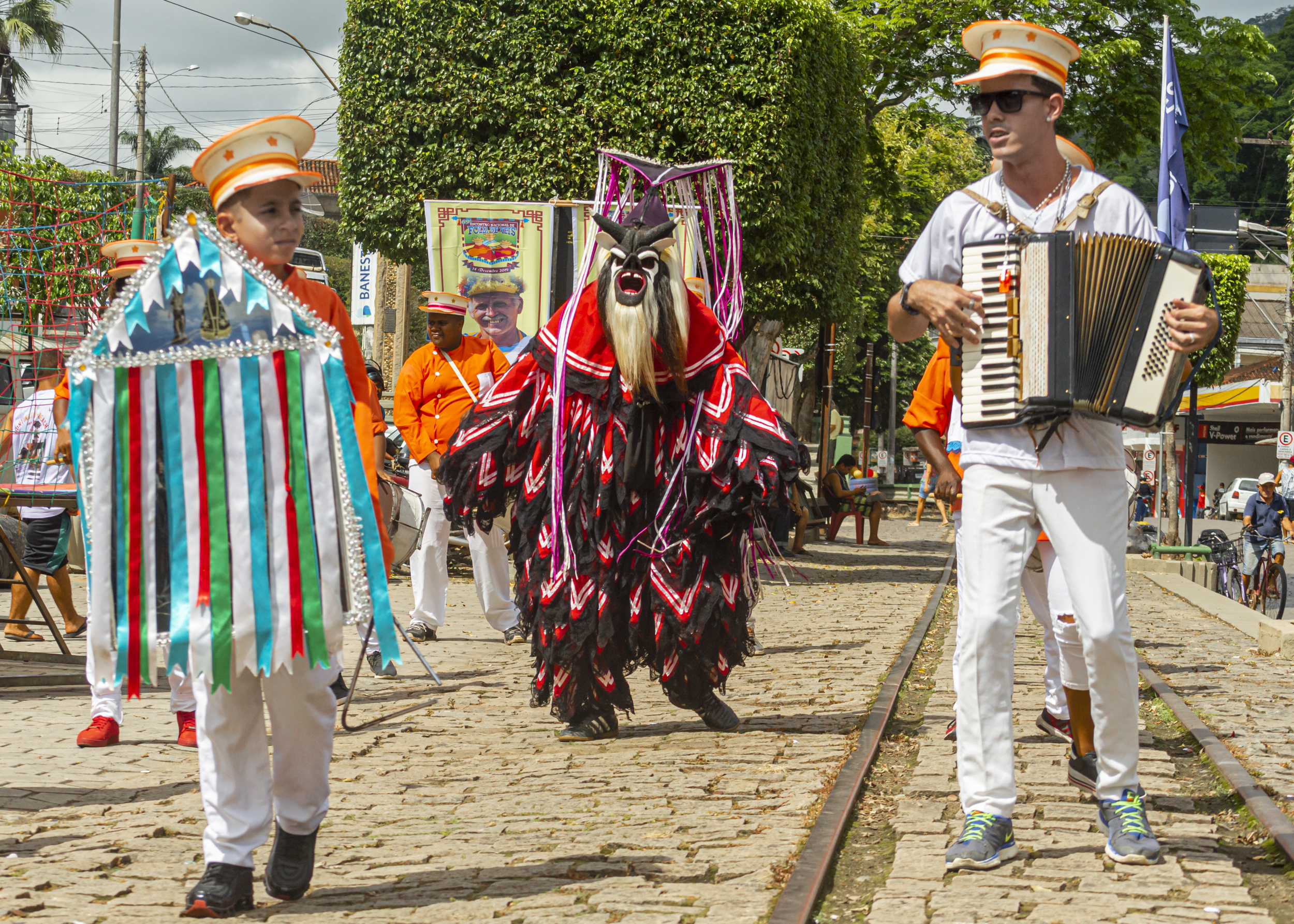
Encontro Nacional de Folia de Rei de Muqui (2019)